# Estajanovismo

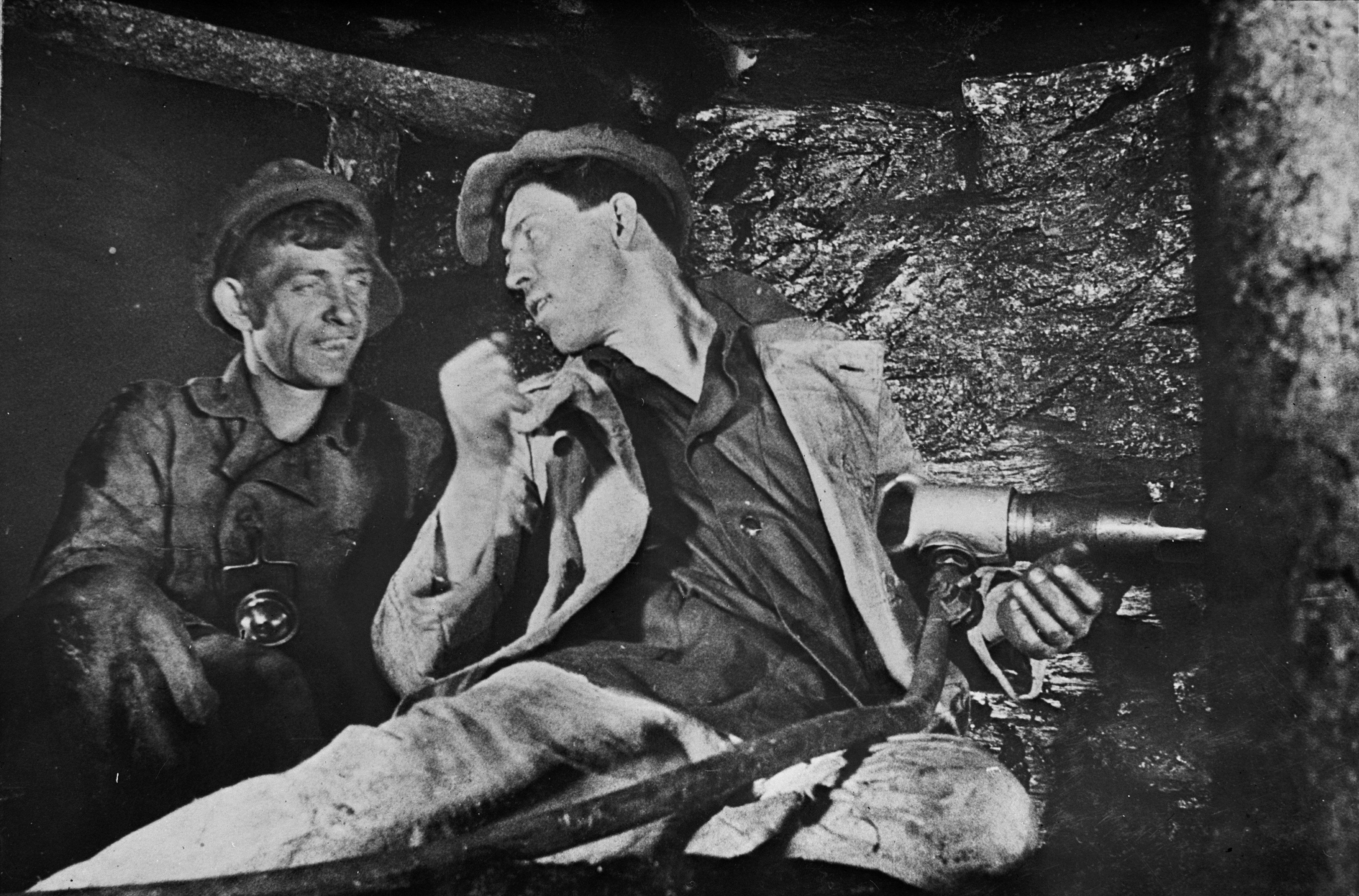
Alekséi Stajánov (derecha) con un compañero minero.

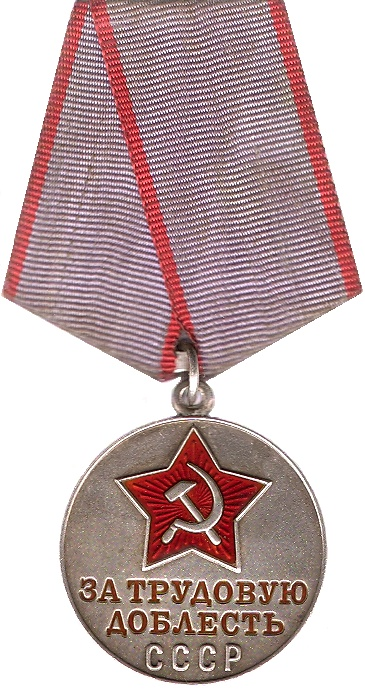
Medalla dada a los trabajadores estajanovistas

El estajanovismo (en ruso, стахановец; transliterado, stajánovets) fue un movimiento obrero socialista que nació en la antigua Unión Soviética impulsado por el minero Alekséi Stajánov, y que propugnaba el aumento de la productividad laboral, basado en la propia iniciativa de los trabajadores. El movimiento fue ampliamente apoyado por el régimen soviético bajo el liderazgo de Iósif Stalin.

## Historia

### Orígenes
El movimiento estajanovista comenzó en 1935 anunciado como una nueva etapa en la idea de la emulación socialista. Stajánov era minero en un pozo de carbón en Donetsk y se caracterizaba por ser muy competitivo, por lo que buscaba alguna manera de incrementar la productividad en una situación donde se manejaba la minería de forma muy rudimentaria. De esta manera, Stajánov ideó un método que consistía en que un trabajador extrajera permanentemente el carbón, otro lo colocaba en la carreta, un tercero apuntalaría el techo con el soporte y un cuarto se encargaba de sacar y meter el poni. Asimismo, sustituyó el uso de pico por un taladro de minas que aprendió a usar en un curso.
Entonces, el 30 de agosto de 1935 logró junto a tres compañeros, según la versión oficial, en ese día recolectaron 102 toneladas de carbón, superando por 14 veces los objetivos de recolección. Pronto, la noticia se difundiría por el resto del país hasta llegar a los oídos de Iósif Stalin. Así, su récord sería superado poco después por sus propios seguidores: el 1 de febrero de 1936 se informó de que Nikita Izótov había extraído 607 toneladas de carbón en un solo turno. Debido a estos hechos, se inició un movimiento obrero para la elevación del rendimiento de producción de trabajo, y se comenzó a aplicar en todas las ramas de la industria dentro de la Unión Soviética. El éxito de este movimiento fue tal, que se realizó la primera conferencia estajanovista en el Kremlin, en noviembre de 1935; elogiada por Stalin.

### Consolidación del movimiento
De igual manera, con apoyo del partido, Stajánov emprendió una gira por la Unión Soviética para promover su iniciativa, convirtiéndose en una celebridad. Su impacto fue tal que apareció en la portada de la revista estadounidense Time del 16 de diciembre de 1935.
De conformidad con las decisiones del partido, los soviéticos organizaron una amplia red de capacitación industrial y crearon cursos especiales para los capataces de mano de obra socialista. En 1936, una serie de actividades industriales y conferencias técnicas revisaron las proyecciones de la capacidad de producción de las diferentes industrias y el aumento de sus productos. El estajanovismo también presentó competiciones en las fábricas y las plantas, desglosada en períodos de cinco días (пятидневка, o piatidnevka), diez días (декада, o dekada) y 30 días (месячники, o mésiachniki). Las fábricas de gestiones que crearon las brigadas estajanovistas lograron alcanzar una producción conjunta mucho más estable.
Las autoridades soviéticas comunicaron que el movimiento estajanovista causó un aumento significativo en la productividad laboral. Se informó de que durante los primeros 5 años del plan industrial (1927-1932) la productividad laboral aumentó un 41%. En cambio, durante los segundos 5 años (1933-1938) el crecimiento fue de 82%.[cita requerida]
Durante la Gran Guerra Patria, los estajanovistas utilizaron diferentes métodos para aumentar la productividad, tales como trabajar varias máquinas-herramientas a la vez y combinar profesiones. Remanentes de la prácticas estajanovistas perduraron hasta bastante tiempo después de la guerra.
Stajánov y otros «trabajadores modelo» se promovieron en la prensa, la literatura y el cine, y se instó a otros trabajadores a emular su ejemplo heroico.
Sin embargo, no todos los trabajadores soviéticos estaban de acuerdo con el estajanovismo. Según contó su propia hija Violetta Stajánov, una vez un grupo de trabajadores amenazó a su padre con un cuchillo reclamando: «¿Por qué estás tratando de imponernos nuevos objetivos?».

### Declive
A pesar de que Stajánov se había convertido en una celebridad e incluso el partido le había garantizado un apartamento similar a los de la élite soviética, más tarde, tras el ascenso de Nikita Jrushchov al poder, en 1957 fue devuelto a Dombás. El propio Stajánov se sintió en una especie de exilio virtual en su propio país y se molestó porque el partido tardó 35 años en darle la medalla al Héroe del Trabajo Socialista en 1970.
Posteriormente, el término cayó en desuso en la Unión Soviética o se usaba de forma humorística para referirse al esforzarse demasiado para complacer a un superior con su trabajo.